# Hop Frog
L'Hop Frog, fondato da Giampiero Torri nel 1967, è stato un circolo culturale attivo negli anni settanta e ottanta che si trovava a Viareggio all'interno del complesso architettonico del Teatro Politeama, con ingresso dal Lungo Molo Giovanni del Greco.
Principalmente noto per gli Spettacoli di Teatro Cabaret e successivamente per i concerti di musica jazz di musicisti stranieri ed italiani e per i seminari musicali che vi si tenevano, ha svolto anche attività di cabaret e teatro sperimentale, con esibizioni di giovani artisti italiani, poi divenuti famosi, come Roberto Benigni, I Giancattivi e Carlo Verdone che proprio lì tenne la sua prima esibizione fuori Roma.
Durante i fine settimana il circolo si trasformava in una discoteca ove era possibile ballare su musiche di qualità.
Per alcuni anni ha avuto anche una orchestra jazz stabile diretta da Mauro Grossi.

## Jazzisti illustri
In oltre dieci anni di attività, hanno calcato il palco dell'Hop Frog:
- Gil Evans
- Sam Rivers
- Duke Jordan
- Tommy Flanagan
- Chet Baker
- Billy Harper
- Jim Hall
- Dave Holland
- Barney Kessel
- Roscoe Mitchell
- Jaky Byard
- Ran Blake
- John Carter
- Marion Brown
- Donald Rafael Garrett
- David Murray
- Bill Dixon
- Horace Tapscott
- Walt Dickerson
- Ground Group
- Enrico Rava
- Massimo Urbani
- Franco D'Andrea
- Enrico Pieranunzi
- Fulvio Sisti
- Larry Nocella